# Delta del Nil
El delta del Nil és el territori conformat pels fèrtils dipòsits al·luvials del riu Nil en desembocar al mar Mediterrani al nord d'Egipte. Té forma de la lletra grega delta per la seva similitud en la forma majúscula (Δ). D'aquest fet prové el nom donat pels antics grecs. És un dels deltes més grans del món, incloent aproximadament des d'Alexandria a l'oest a Port Saïd a l'est, a la costa mediterrània, i fins a la ciutat del Caire pel sud. Aproximadament, el delta fa de nord a sud 160 km de longitud, i té, d'est a oest, uns 240 quilòmetres de costa, amb una superfície total d'uns 15.000 km². És una regió fèrtil, molt apta per a l'agricultura i densament poblada. En l'antic Egipte aquestes terres eren denominades el Baix Egipte.
Fins a la construcció de la resclosa d'Assuan, s'estima que el delta augmentava de superfície una mitjana d'un quilòmetre quadrat anualment, uns quatre metres de longitud, a causa de l'aportament de llims (aproximadament el doble de la superfície ocupada per la Ciutat del Vaticà). Des d'èpoques de la primera dinastia el delta ha incrementat la seva superfície uns tres mil quilòmetres quadrats (una extensió més gran de la que posseeixen la quarta part dels estats del món actuals), però l'activitat humana ha fet que estigui en regressió.
Són antigues ciutats del delta Alexandria, Leontòpolis, Sais, Bubastis / Tell Basta, Per-Banebdjedet / Mendes, Àvaris - Pi-Ramsès, Buto, Tanis i Nàucratis.